# Michajlo Lomonosov
Michajlo Lomonosov (Михайло Ломоносов) è un film del 1955 diretto da Aleksandr Gavrilovič Ivanov.